# Ventelay
Ventelay is een gemeente in het Franse departement Marne (regio Grand Est) en telt 260 inwoners (2005). De plaats maakt deel uit van het arrondissement Reims.

## Geografie
De oppervlakte van Ventelay bedraagt 14,6 km², de bevolkingsdichtheid is 17,8 inwoners per km².
De onderstaande kaart toont de ligging van Ventelay met de belangrijkste infrastructuur en aangrenzende gemeenten.

## Demografie
Onderstaande figuur toont het verloop van het inwonertal (bron: INSEE-tellingen).